# 拉博姆多斯坦
拉博姆多斯坦（法語：La Baume-d'Hostun，法語發音：[la bom dɔstœ̃]）是法国德龙省的一个市镇，属于瓦朗斯区。

## 地理
拉博姆多斯坦（45°3'19"N, 5°13'38"E）面积8.46 平方千米，位于法国奥弗涅-罗讷-阿尔卑斯大区德龙省，该省份为法国东南部内陆省份，北起顺时针与伊泽尔省、上阿尔卑斯省、上普罗旺斯阿尔卑斯省、沃克吕兹省和阿尔代什省接壤。
与拉博姆多斯坦接壤的市镇（或旧市镇、城区）包括：埃默、奥斯坦、罗什希纳尔、鲁瓦扬地区圣纳泽尔、圣拉捷、圣伊莱尔迪罗西耶。

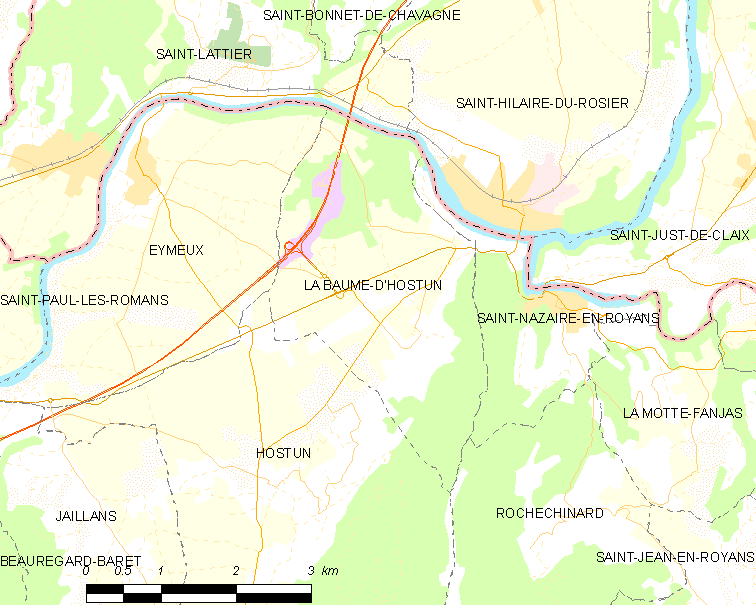
拉博姆多斯坦的OSM定位图

拉博姆多斯坦的时区为UTC+01:00、UTC+02:00（夏令时）。

## 行政
拉博姆多斯坦的邮政编码为26730，INSEE市镇编码为26034。

## 政治
拉博姆多斯坦所属的省级选区为韦科尔-晨山县。

## 人口

1962-2008年间拉博姆多斯坦人口变化图示

拉博姆多斯坦于2022年1月1日时的人口数量为594人。